# Rodi Garganico
Rodi Garganico es una localidad y comune italiana de la provincia de Foggia, región de Apulia, con 3.681 habitantes.

## Evolución demográfica
| Gráfica de evolución demográfica de Rodi Garganico entre 1861 y 2001 |
|                                                                      |
| Fuente ISTAT - elaboración gráfica de Wikipedia                      |